# USS Perch (SS-176)
| «Перч» | «Перч»                                                                                             | «Перч»                                                                                             |
| --- | -------------------------------------------------------------------------------------------------- | -------------------------------------------------------------------------------------------------- |
| USS Perch (SS-176) | | |
| | | |
| Американський ПЧ «Перч» | | |
| Верф | General Dynamics Electric Boat, Гротон, Коннектикут                                                | General Dynamics Electric Boat, Гротон, Коннектикут                                                |
| Під прапором | США                                                                                                | США                                                                                                |
| Належність | ВМС США                                                                                            | ВМС США                                                                                            |
| Порт приписки | Сан-Дієго Маніла                                                                                   | Сан-Дієго Маніла                                                                                   |
| На честь | перший ПЧ з ім'ям окунь                                                                            | перший ПЧ з ім'ям окунь                                                                            |
| Закладений | 25 лютого 1935                                                                                     | 25 лютого 1935                                                                                     |
| Спуск на воду | 9 травня 1936                                                                                      | 9 травня 1936                                                                                      |
| Введений до складу флоту | 19 листопада 1936                                                                                  | 19 листопада 1936                                                                                  |
| Виведений зі складу флоту | 24 червня 1942                                                                                     | 24 червня 1942                                                                                     |
| На службі | 1936—1942                                                                                          | 1936—1942                                                                                          |
| Загибель | 3 березня 1942 року затоплений екіпажем через пошкодження, спричинені атакою японських есмінців    | 3 березня 1942 року затоплений екіпажем через пошкодження, спричинені атакою японських есмінців    |
| Бойовий досвід | Друга світова війна Тихоокеанський ТВД                                                             | Друга світова війна Тихоокеанський ТВД                                                             |
| Нагороди | 1 бойова зірка                                                                                     | 1 бойова зірка                                                                                     |
| Проєкт | | |
| Тип ПЧ | дизель-електричний торпедний ДПЧ                                                                   | дизель-електричний торпедний ДПЧ                                                                   |
| Розробник проєкту | Electric Boat                                                                                      | Electric Boat                                                                                      |
| Основні характеристики | | |
| Швидкість (надводна) | 19,25 вузла (36,65 км/год)                                                                         | 19,25 вузла (36,65 км/год)                                                                         |
| Швидкість (підводна) | 8,75 вузла (16,21 км/год)                                                                          | 8,75 вузла (16,21 км/год)                                                                          |
| Гранична глибина занурення | 61 м                                                                                               | 61 м                                                                                               |
| Дальність плавання | 11 000 миль (20 000 км) на швидкості 10 вузлів (18,6 км/год) (надводна)                            | 11 000 миль (20 000 км) на швидкості 10 вузлів (18,6 км/год) (надводна)                            |
| Автономність плавання | 10 годин на швидкості 5 вузлів (9,3 км/год) (підводна) 36 годин на мінімальній швидкості під водою | 10 годин на швидкості 5 вузлів (9,3 км/год) (підводна) 36 годин на мінімальній швидкості під водою |
| Екіпаж | 50—73 офіцери та матроси                                                                           | 50—73 офіцери та матроси                                                                           |
| Розміри | | |
| Довжина найбільша (по КВЛ) | 91 м                                                                                               | 91 м                                                                                               |
| Ширина корпусу найб. | 7,9 м                                                                                              | 7,9 м                                                                                              |
| Середня осадка (по КВЛ) | 4,6 м                                                                                              | 4,6 м                                                                                              |
| Водотоннажність надводна | 1372 т                                                                                             | 1372 т                                                                                             |
| Водотоннажність підводна | 2029 т                                                                                             | 2029 т                                                                                             |
| Силова установка | | |
| дизель-електрична; 4 × головні дизельні двигуни Winton Model 16-201A Model 16-248 2 × 126-секційні хімічні батареї типу Gould AMTX33HB 8 × електродвигунів General Electric 2 × додаткові дизелі General Motors 6-241 | | |
| Гвинти | 2                                                                                                  | 2                                                                                                  |
| Потужність | 2600 к.с. (дизелі) 8 × 538 к.с. (електромотори)                                                    | 2600 к.с. (дизелі) 8 × 538 к.с. (електромотори)                                                    |
| Озброєння | | |
| Артилерія | 1 × 102-мм універсальна гармата Mark 4"/50                                                         | 1 × 102-мм універсальна гармата Mark 4"/50                                                         |
| Торпедно- мінне озброєння | 6 × 533-мм торпедних апаратів 16 торпед                                                            | 6 × 533-мм торпедних апаратів 16 торпед                                                            |
| ППО | 4 (2 × 2) 7,62-мм зенітні кулемети                                                                 | 4 (2 × 2) 7,62-мм зенітні кулемети                                                                 |

«Перч» (англ. USS Perch (SS-176) — американський дизель-електричний океанський підводний човен типу «Порпос», що перебував у складі військово-морських сил США у роки Другої світової війни. «Перч» був закладений 25 лютого 1935 року на верфі компанії General Dynamics Electric Boat у місті Гротон, штат Коннектикут. 9 травня 1936 року він був спущений на воду, а 19 листопада 1936 року увійшов до складу ВМС США.

## Історія служби
У листопаді 1937 року після завершення ходових випробувань «Перч» приєднався до 6-ї ескадри підводних човнів Тихоокеанського флоту. Наступної весни він брав участь у щорічних навчаннях флоту та проводив дослідження Алеутських островів і проходив службу у флоті біля східного узбережжя. У жовтні 1939 року «Перч» вирушив із Сан-Дієго до Маніли як флагман дивізіону, а в 1940 році здійснив літній похід до Циндао та Шанхаю. Рік, що передував війні, він провів в операціях поблизу берегів Філіппін.
10 грудня 1941 року підводний човен вийшов у свій перший бойовий похід. Тієї ночі «Перч» проскочив повз мінне поле біля Коррехідора та патрулів противника, що курсували між Лусоном і Формозою. Не знайшовши цілей, він попрямував до Гонконгу. 25 грудня 1941 року «Перч» випустив чотири торпеди по великому торговельному судну, але усі промахнулися. 27 грудня 1941 року «Перч» торпедою пошкодив носову частину «Ноджіма-Мару» в Південнокитайському морі, але ескорт не дозволив «Перчу» продовжити атаку. Після цього субмарина попрямувала на південь, здійснивши кілька невдалих атак на шляху до Дарвіна.
«Перч» відправився у другий бойовий похід з Кендарі, діяв біля східного узбережжя Целебеса (Сулавесі). При спробі нічної атаки на транспорт «Перч» зазнав серйозних пошкоджень корпусу, передньої частини бойової рубки, вибуховою речовиною великої фугасної дії, яка знесла палубу мосту, пробила антенний стовбур і тимчасово вивела з ладу радіо. Екіпажу довелося докласти чимало відважних зусиль, щоб здійснити ремонт на палубі вночі у водах, які патрулював ворог, а потім вирушити до Яванського моря.
Увечері 1 березня 1942 року «Перч» сплив на поверхню за 30 морських миль (56 км) на північний захід від Сурабаї і розпочав атаку на японський конвой, який висаджував війська західніше Сурабаї. Два японських есмінці, «Амацукадзе» і «Хацукадзе», атакували його серією глибинних бомб, що змусило його опуститися на дно на 41 м. Ще кілька атак глибинними бомбами завдали значної шкоди, вивівши з ладу мотори правого борту та спричинивши значне затоплення по всьому човну. Після ремонту «Перч» піднявся на поверхню о 02:00 2 березня, але був знову атакований есмінцями.
Рано вранці 3 березня «Перч» здійснив пробне занурення з майже смертельним результатом. Тоді два крейсери і три есмінці Імператорського флоту Японії виявилися в полі зору і відкрили вогонь по «Перчу». Коли снаряди влучили в човен, командир наказав «Полишити корабель, затопити човен». Коли всі отвори в корпусі були відкриті, «Перч» здійснив своє останнє занурення.
Японський есмінець «Усіо» захопив весь екіпаж американського підводного човна. З 54 військовослужбовців «Перча» та п'яти офіцерів усі, крім п'яти, які померли від недоїдання в японських таборах для військовополонених, змогли повернутися до Сполучених Штатів після капітуляції Японської імперії у серпні 1945 року.